# میشائل ماوه
میشائل ماوه (آلمانی: Michael Maue؛ زادهٔ ۱۸ مهٔ ۱۹۶۰) دوچرخه‌سوار اهل آلمان است. وی در بازی‌های المپیک تابستانی ۱۹۸۴ شرکت کرده است.